# Теракти на півдні Франції (2012)

Терористичні акти у березні 2012 року у містах Монтобан та Тулуза на півдні Франції

Теракти на півдні Франції (фр. fusillades en Midi-Pyrénées) — терористичні акти у французькому департаменті Південь-Піренеї, у березні 2012 року. Від трьох нападів, спочатку на службовців французької армії, а пізніше на єврейську школу у Тулузі у загальній кількості загинуло 7 людей, п'ятеро інших отримали поранення. Вбивства були скоєні 23-річним Мохаммедом Мера, котрий був убитий снайпером після облоги його помешкання та перестрілки з поліцією 22 березня 2012 року. Після вбивств на півдні Франції був оголошений максимальний рівень загрози терактів, у декількох містах країни відбулися демонстрації присвячені жертвам трагедії.

## Вбивства
Усі три напади — спочатку окремо на трьох військовослужбовців, а пізніше і на єврейську школу були скоєні одним злочинцем і з використанням однакової зброї. У всіх трьох випадках вбивця на моторолері та у шоломі розстрілював з автоматичної зброї свої жертви і зникав з місця події. Перший напад на французького військовослужбовця був скоєний 11 березня у Тулузі, два інших французьких десантника були вбиті у м. Монтобан 15 березня 2012 року. 19 березня був скоєний напад на єврейську школу «Озар ха-Тора» у Тулузі, де від куль загинув учитель та троє дітей у віці від 3 до 8 років. Напад на єврейську школу отримав значний розголос у пресі та призівів до підвищення рівня безпеки у регіоні. Визначні політики Франції, світові лідери виступили із осудом нападу на школу та вбивства дітей. У декількох містах Франції відбулися демонстрації.

## Розслідування
Відразу після вбивства дітей у єврейській школі Тулузи були посилені заходи безпеки в інших єврейських та мусульманських школах міста та країни. Поліція встановила на основних шляхах регіону пункти перевірки та почала пошук злочинця. У зв'язку з тим, що обличчя нападника було приховане шоломом, а залишені на місці злочину речі не мали вібитків пальців, встановити ім'я терориста, незажаючи на зусилля поліції, виявилося дуже нелегким. Через перевірку викрадених мотоциклів, поліції, однак, вдалося отримати приблизний опис нападника.
Тим часом, 23-річний терорист Мохаммед Мера 21 березня 2012 року сам подзвонив до журналіста французької телекомпанії France 24 і зізнався у скоєнні вбивств. Ці злочини він пояснював протестом проти заборони носити релігійний одяг у Франції, а також проти вбивств палестинців Ізраїлем. Напади на військовослужбовців Мера пояснював участю Франції у військових діях в Афганістані і через це вважав напади на них помстою. Того ж дня поліція оточила помешкання Мохаммеда Мера та почала облогу з метою захоплення терориста.

## Знешкодження терориста
О 3 годині дня за місцевим часом 21 березня 2012 року антитерористичні сили Франції взяли в облогу будинок, де знаходилася квартира Мохаммеда Мера і намагалася умовити його здатися поліції. У відповідь Мера відкрив вогонь через двері квартири і пізніше по радіо повідомив, що має намір здатися пізніше, але чинитиме опір спробам захопити його силою. Протягом 32-годинної облоги поліція застосовувала різні засоби, у тому числі і гранати щоб примусити Мера здатися. Вранці 22 березня було прийнято рішення почати штурм квартири. О 10:30 антитерористичний підрозділ поліції зробив спробу увійти до квартири, але Мохаммед Мера почав відстрілюватися і вискочив у вікно. У цей час снайперам вдалося застрелити терориста, він пізніше був знайдений мертвим на землі. Через годину поліція та президент Франції Ніколя Саркозі повідомили про загибель Мохаммеда Мера.

## Значення
Терористичні акти на півдні Франції у березні 2012 року мали неабиякий розголос у французьких та світових ЗМІ. У Парижі та декількох інших містах Франції відбулися демонстрації пам'яті жертв цього теракту. Події навколо вбивств у Тулузі та Монтобані відбувалися під час передвиборчої кампанії на посаду Президента Франції і кандидати на цю посаду жваво коментували ці терористичні акти. Президент Франції Ніколя Саркозі пропонував посилити відповідальність за відвідування екстремістських вебсайтів.
Також критиці піддавалися дії поліції, зокрема їх невдала спроба захопити терориста живим.